# Sipo górski
Sipo górski (Chironius monticola) – gatunek węża z rodziny połozowatych (Colubridae), występujący w północno-zachodniej Ameryce Południowej. Prowadzi dzienny, częściowo nadrzewny tryb życia.

## Systematyka
Takson ten po raz pierwszy zgodnie z zasadami nazewnictwa binominalnego opisał w 1952 roku amerykański herpetolog pochodzenia łotewskiego Janis Roze na łamach „Acta Biológica Venezuelica”. Holotyp (MBUCV 2019) został odłowiony 15 lipca 1951 roku przez J. Racenisa w El Junquinto (Distrito Federal) w Wenezueli.

### Etymologia
- Chironius: w mitologii greckiej Chiron (gr. Χείρων Cheírōn, łac. Chiron), był najmądrzejszym i najbardziej cywilizowanym z centaurów[6].
- monticola: łac. mons – „góra”, łac. -cola od łac. -colo „mieszkaniec”[4][7].

## Występowanie
Gatunek ten występuje zwykle w tropikalnych wilgotnych lasach górskich, ale także w sezonowo suchych lasach górskich i formacjach paramo. Preferuje siedliska półotwarte: granice lasów, pastwiska, polany. Prowadzą mieszany tryb życia naziemny i nadrzewny, ale także są spotykane w rzekach i zbiornikach wodnych. W nocy lub w zimniejszych okresach węże tego gatunku pozostają zwinięte na drzewach do 4 m nad ziemią, w okolicach strumieni lub w skupiskach naziemnych roślin z rodziny bromeliowatych. Jeden z okazów był zauważony na wysokim drzewie około 40 m nad ziemią. Występuje na pacyficznych i na amazońskich stokach Andów od Wenezueli poprzez Kolumbię, Peru, Ekwador do Boliwii. W Ekwadorze na wysokości 1308–2437 m n.p.m. W pozostałych obszarach występowania na wysokościach 500–2694 m n.p.m.

## Dieta
Dieta sipo górskiego jest mocno zróżnicowana, chociaż głównym jej składnikiem są żaby, składają się na nią też ptaki, gryzonie i jaszczurki.

## Morfologia
Jest to dużej wielkości wąż o małej głowie, której szerokość jest podobna do szerokości szyi, dużych oczach i dość jednolitym ubarwieniu. Występuje zróżnicowanie ubarwienia w zależności od rejonu występowania. Grzbiet jest zielony, przednia część głowy, część pyska złotobrązowe, dolna część ciała zmienia się od białej w okolicy głowy do jasnej matowopomarańczowej. W zachodniej części Ekwadoru na grzbiecie występuje para czarnych pasów wzdłuż ogona. Jest podobny do Chironius leucometapus i Chironius exoletus.
Wymiary:
|                          | Samiec   | Samica   |
| Długość całkowita (mm)   | 1569     | 1311     |
| Długość SVL (mm)         | 1014     | 859      |
| Łuski grzbietowe (rzędy) | 12/12/12 | 12/12/12 |

## Status
W Czerwonej księdze gatunków zagrożonych IUCN Chironius monticola jest klasyfikowany jako gatunek najmniejszej troski (LC, ang. Least Concern). Liczebność populacji nie jest określona, ale gatunek ten jest opisywany jako bardzo pospolity w Kolumbii, Ekwadorze i Peru, średnio pospolity w Wenezueli i mniej pospolity w Boliwii. Trend liczebności populacji określany jest jako stabilny.